# Speranță în viitor
Asociația familiilor anti-hiv "Speranță în viitor" (A.F.A.H.) este o asociație ce vine în sprijinirea copiilor afectați de infecția cu virusul HIV și a membrilor familiilor acestora, inființată în anul 2000 în Timișoara.

## Denumirea agenției
Centrul comunitar "Speranță în viitor" din Timișoara a fost un proiect demarat de Arhiepiscopia Ortodoxă Română a Timișoarei în parteneriat cu A.F.A.H. în anul 2003. Proiectul a fost inițial finanțat de Fundația Renovabis din Germania. Acum acesta este un serviciu constituit în cadrul unui parteneriat dintre Asociație, Arhiepiscopia Ortodoxă Română a Timișoarei și Direcția Generală de Asistență Socială și Protecția Copilului Timiș.

## Subordonarea ierarhică

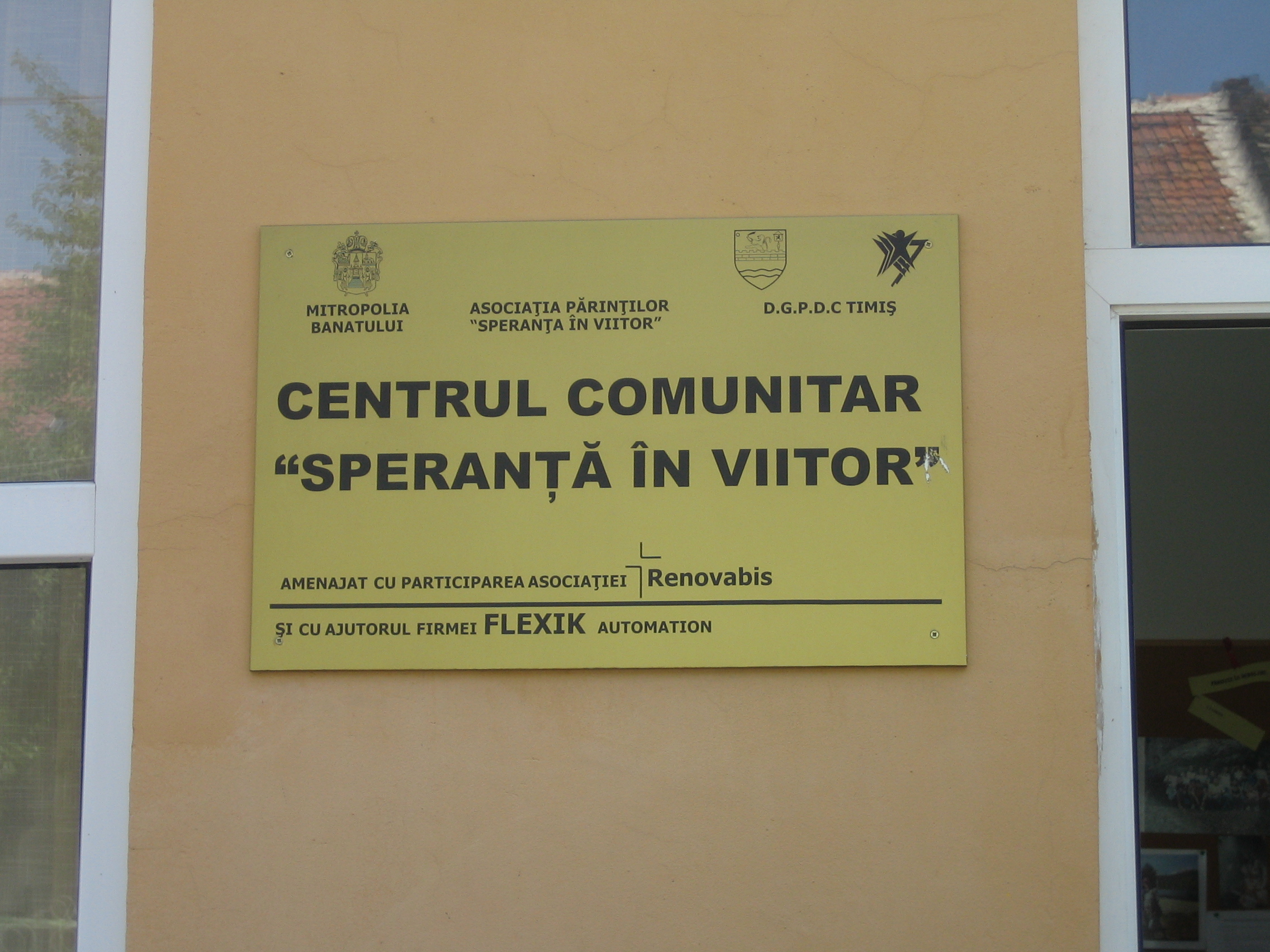
Centrul Comunitar

A.F.A.H. este o organizație de sine stătătoare cu statut legal de persoană juridică dobândit în anul 2000. Deciziile sunt luate de adunarea generală a membrilor.

## Tipul și profilul agenției
A.F.A.H. este o organizație neguvernamentală și non-profit. Inițial ea s-a constituit ca o organizație a părinților domiciliați în județul Timiș și care aveau un copil seropozitiv. De la constituire și până în prezent a oferit servicii sociale persoanelor seropozitive domiciliate în județul Timiș (circa 80 de familii).
Centrul comunitar nu are un statut juridic de sine stătător ci funcționează pe baza unui parteneriat public-privat între A.F.A.H., Arhiepiscopia Ortodoxă Română a Timișoarei și D.G.A.S.P.C. Timiș.

## Scopul asociației
Scopul Asociației, constă în sprijinirea copiilor afectați de infecția cu virusul HIV și a membrilor familiilor acestora în vederea exercitării drepturilor prevăzute de legislația în vigoare.
Activitățile asociației sunt:
- Promovarea intereselor și opiniilor copiilor pe care membrii Asociației îi au în îngrijire legală precum și a celorlalți membri ai familiilor lor infectați cu virusul HIV;
- Supravegherea asigurării unei îngrijiri medicale adecvate conformă cu nevoile speciale ale copiilor și membrilor familiilor lor afectați de boala provocată de virusul HIV;
- Asigurarea exercitării drepturilor acestor persoane la invățământ, la o școlarizare normală și la viața socială lipsită de discriminări pentru acești copii și familiile lor;
- Efectuarea de propuneri și înaintarea lor organului legiuitor privind îmbunătățirea cadrului legislativ de protecția copilului și a celorlalte persoane afectate de infecția cu virusul HIV;
- Vegherea asupra acordării unor șanse egale cu a celorlalți copii pentru cei afectați de infecția cu HIV;
- Ajutorarea prin conferirea unor drepturi bănești in cazul intervenirii decesului unui copil infectat cu virusul HIV membru al asociației;
- Menținerea Centrului Comunitar din Timișoara unde persoanele seropozitive pot participa la diverse activități și cluburi;
- Sensibilizarea comunității vis-a-vis de problema HIV;
- Consiliere juridică pentru familiile care au copii infectați cu HIV;
- Inițierea de proiecte educative, terapeutice și de divertisment pentru copiii infectați cu HIV.

Scopul Centrului Comunitar "Speranță în Viitor" este susținerea incluziunii sociale a persoanelor seropozitive din județul Timiș.

## Obiectivele specifice centrului
- Acordarea de asistența psihologică persoanelor seropozitive din județul Timiș și familiilor acestora în cadrul Centrului Comunitar din Timișoara;
- Acordarea de asistentă socială persoanelor seropozitive din județul Timiș și familiilor acestora;
- Creșterea nivelului educațional al beneficiarilor pentru o mai bună integrare socială a acestora;
- Combaterea discriminării persoanelor seropozitive;
- Organizarea unor activități recreative destinate persoanelor seropozitive.

## Cadrul juridic
Asociația a dobândit statut juridic pe data de 11 mai 2000 în conformitate cu Ordonanța nr. 26 din 30 ianuarie 2000.
Pe lângă personalul angajat pentru buna derulare a activităților de la Centrul Comunitar sunt implicați permanent părinți, studenți și alți profesioniști voluntari.

## Structura clienților
Beneficiarii direcți ai serviciilor Asociației sunt 80 de persoane seropozitive și familiile acestora domiciliate în județul Timiș. Din grupul persoanelor seropozitive 66 de persoane au vârste cuprinse între 14 și 17 ani dintre care aproximativ jumătate sunt de sex feminin. Toți beneficiarii minori locuiesc în familia proprie sau în cea substitutivă. Din punct de vedere al situației materiale din păcate aproximativ 60% sunt familii cu un nivel scazut de trai.

## Nevoile clienților
Lipsa de informare cu privire la HIV/SIDA a dus la o puternică discriminare a copiilor seropozitivi, manifestată prin eliminarea acestora din școli și stigmatizarea lor mai ales în localitățile rurale ca urmare a încălcării confidențialității de către unii din funcționarii publici.
Din cercetarea situației pe teren efectuată de A.F.A.H. s-a constatat că, deși sunt apți mental, 42% din copiii infectați cu virusul HIV nu frecventează nici o școală, iar 52% din restul sunt la școli ajutătoare, singurele școli care i-au acceptat. Ceilalți, care sunt la licee și școli normale, trebuie sa-și ascundă foarte bine boala pentru a nu fi forțați să renunțe la școală.
Majoritatea beneficiarilor fiind la vârsta adolescenței sunt pregătiți pentru a acumula informații privitoare la drepturile și obligațiile lor, pentru a putea fi integrați în societate și a nu fi dependenți sociali toată viața. Dar, s-a constatat că ei nu-și cunosc drepturile și obligațiile și de aceea consideră discriminarea la care sunt supuși ca stare de normalitate.

## Oferta agenției
Asociația oferă sprijin material, asistență socială, asistență psihologică, activități educative și recreative pentru persoanele seropozitive domiciliate în județul Timiș și familiile acestora.

## Prestațiile agenției
- În cadrul centrului se oferă consiliere, psihoterapie, se desfășoară cluburi de calculatoare, artterapie, dans modern, engleză, sărbătorirea onomasticii, tenis de masă etc.
- Evaluarea situației sociale a familiilor și alcătuirea anchetelor sociale - menținerea legăturii cu familia care are un membru seropozitiv.
- Tabăra de vară.
- Publicare și distribuirea gratuită în liceele din județ a revistei "Împreună" - prima revistă a adolescenților seropozitivi.
- Acțiuni de dezvoltare a abilităților sociale prin discuții sau acțiuni comune cu alți tineri ce nu sunt seropozitivi.
- Sprijin material: Pe parcursul anului, se distribuie trimestrial ajutoare materiale pentru persoanele seropozitive din județ care constau în alimente, haine și produse igienico-sanitare.
- Sprijin pentru accesarea drepturilor cuvenite persoanelor seropozitive înscrise în asociație: Asociația răspunde tuturor sesizărilor familiilor privitor la obținerea drepturilor bănești ale beneficiarilor prin contactarea instituțiilor publice implicate și alcătuirea referatelor lunare către autoritățile plătitoare. Asociația a militat pentru evitarea abandonului școlar de către copiii seropozitivi și pentru integrarea lor școlară.
- Acțiuni cu familiile: În fiecare lună se organizează întâlnirea cu părinții copiilor seropozitivi din județ aceștia beneficiind permanent de consiliere. Un grup mic de familii beneficiază de psihoterapie familială efectuată gratuit de un specialist.
- Campanie de mediatizare a problemelor copiilor seropozitivi în liceele din județ: În parteneriat cu Inspectoratul Școlar Timiș A.F.A.H. derulează pe parcursul acestui an o campanie de informare privitor la virusul HIV. Scopul campaniei este informarea corectă a elevilor și cadrelor didactice despre virusul HIV și combaterea discriminării persoanei seropozitive.
- Combaterea discriminării persoanei seropozitive: Acțiunile de mediere a conflictelor, de reintegrare școlara și informare a lucrătorilor sociali din primării despre confidențialitatea profesională vor duce la combaterea discriminării și marginalizării persoanelor seropozitive.